# 甘溪仡佬族侗族乡
甘溪仡佬族侗族乡是中华人民共和国贵州省铜仁市石阡县下辖的一个民族乡。

## 行政区划
甘溪仡佬族侗族乡下辖以下村级行政区划单位：
甘溪村、坪望村、铺溪村、晒溪村、地袍村、各票村、双龙村、扶堰村和泥山村。

## 中国传统村落
2013年8月，铺溪村被评为第二批中国传统村落。